# Sergio Graziani
Sergio Graziani (Udine, 10 novembre 1930 – Roma, 25 maggio 2018) è stato un attore, doppiatore e direttore del doppiaggio italiano.

## Biografia
Dopo aver conseguito il diploma all'Accademia Nazionale d'Arte Drammatica, esordisce in teatro con Il potere e la gloria di Graham Greene, per la regia di Luigi Squarzina. Negli anni Sessanta mette in scena, sia come attore che come regista, autori del calibro di Albert Camus (Lo stato d'assedio) e Pier Paolo Pasolini (Nel '46!, andato in scena il 31 maggio 1965). Nel 1979 sarà al fianco di Gigi Proietti in Il bugiardo di Goldoni, per la regia di Ugo Gregoretti, rappresentato con successo allo stabile di Genova. 
A partire dagli anni Sessanta, Graziani si dedica principalmente al doppiaggio, facendosi apprezzare come voce principale di Donald Sutherland e Peter O'Toole. In qualità di direttore di doppiaggio collabora con Damiano Damiani e Dario Argento. Al grande pubblico è noto anche per aver prestato la voce al personaggio del professor Farnsworth nella serie animata Futurama. 
Sarà attivo anche come attore cinematografico (lo si ricorda nel ruolo del Cardinal Canareggio in Il Santo Soglio di Luigi Magni, episodio del film Signore e signori, buonanotte, 1976) e televisivo. Nel 2014 si ritira dall'attività artistica.
Allievo di Afro, Leoncillo e Ziveri, ha svolto anche l'attività di pittore, allestendo numerose esposizioni in Italia e all'estero. Ha pubblicato due volumi di poesie, Carte segrete (1975) e Chiaro di rabbia (1977), quest'ultimo finalista al Premio Martina Franca.
Si ritirò dalla sua carriera nel 2014 e morì a Roma il 25 maggio 2018, all'età di 87 anni.

## Filmografia

### Cinema
- Una ragazza piuttosto complicata, regia di Damiano Damiani (1969)
- Il tuo piacere è il mio, regia di Claudio Racca (1973)
- Le cinque giornate, regia di Dario Argento (1973)
- Il santo soglio, episodio di Signore e signori, buonanotte, regia di Luigi Magni (1976)
- Il sogno della farfalla, regia di Marco Bellocchio (1994)
- Ma che colpa abbiamo noi, regia di Carlo Verdone (2003)
- Segreti di Stato, regia di Paolo Benvenuti (2003)
- Segretario particolare, regia di Nicola Molino (2007)
- Tutta colpa della musica, regia di Ricky Tognazzi (2011)
- Il principe abusivo, regia di Alessandro Siani (2013)

### Televisione
- Questa sera si recita a soggetto - film TV (1956)
- Le notti bianche - film TV (1962)
- Ifigenia in Aulide - film TV (1962)
- Vita di Dante - miniserie TV, 1 episodio (1965)
- Vita di Cavour - miniserie TV, 2 episodi (1967)
- Questi nostri figli - miniserie TV, 1 episodio (1967)
- Abramo Lincoln - Cronaca di un delitto - film TV (1967)
- La fiera della vanità - miniserie TV, 6 episodi (1967)
- La donna di quadri - miniserie TV, 5 episodi (1968)
- Giocando a golf una mattina - miniserie TV, 5 episodi (1969)
- Anna Karenina - miniserie TV, 5 episodi (1974)
- Solo la verità - miniserie TV, 1 episodio (1976)
- Edipo re, di Sofocle, regia di Vittorio Gassman e Roberto Piacentini (1977)
- Eurocops - serie TV, 1 episodio (1987)
- Francesco - film TV (2002)
- Don Matteo - serie TV, 1 episodio (2002)
- La bambina dalle mani sporche - film TV (2005)
- Regina dei fiori - film TV (2005)
- Nebbie e delitti - serie TV, 1 episodio (2005)
- Il mio amico Babbo Natale - film TV (2005)
- Distretto di Polizia, serie TV, episodi 6x03-8x23-9x11 (2006-2009)
- Il mio amico Babbo Natale 2 - film TV (2006)
- Il commissario Manara, regia di Davide Marengo (2009)
- Il delitto di via Poma - film TV (2011)
- Il giovane Montalbano - serie TV, episodio Sette lunedì (2012)

## Teatro
- Lo stato d'assedio di Albert Camus, regia di Sergio Graziani (1965)
- Nel '46! di Pier Paolo Pasolini, regia di Sergio Graziani (1965)
- L'usuraio e la sposa bambina di Roberto Lerici da Fedor Dostoevskij, regia di Aldo Trionfo, Teatro Stabile di Torino (1973)
- Il bugiardo di Carlo Goldoni, regia di Ugo Gregoretti, con Gigi Proietti, Teatro Stabile di Genova (1979)

## Doppiaggio

### Film
- Donald Sutherland in M*A*S*H, Piccoli omicidi, I guerrieri, Una squillo per l'ispettore Klute, S.P.Y.S., Rosso nel buio, Terrore dallo spazio profondo, 1855 - La prima grande rapina al treno, Crackers, Bethune - Il mitico eroe, JFK - Un caso ancora aperto, L'ombra del lupo, 6 gradi di separazione, Virus letale, Il momento di uccidere, The Assignment - L'incarico, Il tocco del male, Instinct - Istinto primordiale, Virus, Piazza delle Cinque Lune, American Gun, Chiedi alla polvere

- Peter O'Toole in Lawrence d'Arabia, Becket e il suo re, Lord Jim, Ciao Pussycat, Come rubare un milione di dollari e vivere felici, La notte dei generali, Il leone d'inverno, Goodbye Mr. Chips, L'uomo che venne dal nord, La classe dirigente, L'uomo della Mancha, Zulu Dawn, Caligola, Phantoms, The Manor - La dimora del crimine, Troy, Venus, Stardust

- Klaus Kinski in Quién sabe?, Ognuno per sé, I bastardi, La legge dei gangsters, A doppia faccia, E Dio disse a Caino..., Nella stretta morsa del ragno, L'occhio del ragno, Black Killer, La mano che nutre la morte, Le amanti del mostro, Un genio, due compari, un pollo, L'importante è amare, Nosferatu, il principe della notte, Woyzeck

- Michael Caine in Zulu, I sette senza gloria, L'ultima valle, X Y e Zi, Colpiscono senza pietà, Contratto marsigliese, Il seme dell'odio, Rita, Rita, Rita, Il ritorno delle aquile, Mistery, Lo squalo 4 - La vendetta, Due figli di..., Dietro l'angolo, Vita da strega

- George Hilton in Le colt cantarono la morte e fu... tempo di massacro, I due figli di Ringo, La più grande rapina del West, Uno di più all'inferno, C'è Sartana... vendi la pistola e comprati la bara!, Lo strano vizio della signora Wardh, Testa t'ammazzo, croce... sei morto - Mi chiamano Alleluja, Lo chiamavano Tresette... giocava sempre col morto, Contratto carnale, Di Tresette ce n'è uno, tutti gli altri son nessuno
- Philippe Leroy in La donna del lago, La mandragola, Yankee, Non faccio la guerra, faccio l'amore, La matriarca, Milano rovente, Una vita lunga un giorno, La svergognata, Libera, amore mio!, Sono stato un agente C.I.A.
- Philippe Noiret in La tardona, La mandarina, La grande abbuffata, Frau Marlene, Una donna alla finestra, Il giudice e l'assassino, Un taxi color malva, Speriamo che sia femmina, Chouans! - I rivoluzionari bianchi, Facciamo paradiso, Il cavaliere di Lagardère

- Gianni Garko in Saul e David, 1000 dollari sul nero, 10.000 dollari per un massacro, Per 100.000 dollari t'ammazzo, I vigliacchi non pregano, Buon funerale amigos!... paga Sartana, Una nuvola di polvere... un grido di morte... arriva Sartana, Uomo avvisato mezzo ammazzato... parola di Spirito Santo, Campa carogna... la taglia cresce
- Jean-Louis Trintignant in Un uomo, una donna, La morte ha fatto l'uovo, Z - L'orgia del potere, Il ladro di crimini, Il conformista, Il montone infuriato, Passione d'amore, Flic Story, Tre colori - Film rosso

- Richard Harris in Sierra Charriba, Gli eroi di Telemark, Cassandra Crossing, Gulliver nel paese di Lilliput, L'orca assassina, Tarzan, l'uomo scimmia, Giochi di potere
- Franco Nero in Io la conoscevo bene, Il giorno della civetta, Gott mit uns (Dio è con noi), Vamos a matar compañeros, Confessione di un commissario di polizia al procuratore della repubblica, Giornata nera per l'ariete, L'istruttoria è chiusa: dimentichi

- Laurence Olivier in Orgoglio e pregiudizio (ridoppiaggio), Lady Hamilton[3] (ridoppiaggio), Gli insospettabili, Quell'ultimo ponte, Una piccola storia d'amore, Il Bounty
- Donald Pleasence in C'è qualcosa di strano in famiglia, Phenomena, Sotto il vestito niente, Django 2 - Il grande ritorno, Un delitto poco comune, Miliardi
- George Segal in Non si maltrattano così le signore, Il ponte di Remagen, Senza un filo di classe, Il gufo e la gattina, Marito in prova, L'amore ha due facce
- Anthony Steffen in Sodoma e Gomorra, Gli amanti latini, Arizona si scatenò... e li fece fuori tutti, Al tropico del cancro, 7 scialli di seta gialla, Il mio nome è Scopone e faccio sempre cappotto
- Max von Sydow in L'ora del lupo, La vergogna, Passione, Gli avventurieri del pianeta Terra, Il pentito, Dredd - La legge sono io

- Bruce Dern in Psych-Out - Il velo sul ventre, Pazzi borghesi, Scomodi omicidi, Down in the Valley, Nebraska
- Farley Granger in Lo chiamavano Trinità..., La rossa dalla pelle che scotta, Qualcosa striscia nel buio, Alla ricerca del piacere, Amore mio, uccidimi!
- Terence Hill in Dio perdona... io no!, Preparati la bara!, I quattro dell'Ave Maria, La collina degli stivali, Il vero e il falso
- Patrick O'Neal in Prima vittoria, Una splendida canaglia, Alvarez Kelly, Ardenne '44, un inferno, Trappola in alto mare
- Eli Wallach in Un grande amore da 50 dollari, E tanta paura, La notte e la città, Two Much - Uno di troppo, Wall Street - Il denaro non dorme mai

- Giorgio Ardisson in Agente 3S3 - Passaporto per l'inferno, Agente 3S3 - Massacro al sole, Chiedi perdono a Dio... non a me, Il tuo dolce corpo da uccidere
- William Berger in La grande notte di Ringo, Faccia a faccia, Ehi amico... c'è Sabata. Hai chiuso!, La colomba non deve volare
- George Eastman in Colpo maestro al servizio di Sua Maestà britannica, Cinque figli di cane, Amico, stammi lontano almeno un palmo
- Mel Ferrer in Donne, v'insegno come si seduce un uomo, Morte sospetta di una minorenne, Il Corsaro Nero, Stridulum
- James Mason in L'uomo dalle due ombre, E continuavano a fregarsi il milione di dollari, La polizia interviene: ordine di uccidere!, Assassinio su commissione
- Luc Merenda in Così sia, Il poliziotto è marcio, La città sconvolta: caccia spietata ai rapitori, Le monache di Sant'Arcangelo
- Tony Musante in Anonimo veneziano, Grissom Gang (Niente orchidee per Miss Blandish), Goodbye & Amen, Eutanasia di un amore
- Oskar Werner in La nave dei folli, La spia che venne dal freddo, Fahrenheit 451, L'uomo venuto dal Kremlino
- Richard Widmark in La via del West, Squadra omicidi, sparate a vista!, Ultima notte a Cottonwood, Il principio del domino: la vita in gioco

- Gigi Ballista in Signore & signori, L'immorale, Straziami ma di baci saziami
- John Cassavetes in Contratto per uccidere, Quella sporca dozzina, Gli intoccabili
- Joseph Cotten in Tora! Tora! Tora!, Indagine su un delitto perfetto, L'isola degli uomini pesce
- James Garner in Duello a El Diablo, Sledge, L'ultimo regalo
- Philippe Hersent in Coriolano, eroe senza patria, Agente 077 missione Bloody Mary, Agente 077 dall'Oriente con furore
- Robert Hossein in Madamigella di Maupin, La battaglia del deserto, Gialloparma
- Piero Lulli in Golia alla conquista di Bagdad, El Rojo, Se sei vivo spara
- Christopher Plummer in Waterloo, La Pantera Rosa colpisce ancora, Un colpevole senza volto
- Edmund Purdom in L'uomo che ride, Povero Cristo, I padroni della città
- Maximilian Schell in Topkapi, Little Odessa, Vampires
- Henry Silva in I dominatori della prateria, Assassination, L'incredibile furto di Mr. Girasole
- Peter Ustinov in Appuntamento con la morte, L'olio di Lorenzo, Luther - Genio, ribelle, liberatore
- Daniele Vargas in La nipote, L'ingenua, Quella provincia maliziosa
- David Warner in Morgan matto da legare, L'uomo di Kiev, Piccolo grande amore

- Rik Battaglia in L'avventuriero della Tortuga, Viva Gringo
- Ernest Borgnine in Gattaca - La porta dell'universo, Baseketball
- Andrea Bosic in Il magnifico avventuriero, Due mafiosi contro Goldginger
- James Caan in Un giorno di terrore, Linea rossa 7000
- Alex Cord in I 9 di Dryfork City, La fratellanza
- Michael Fairman in Thirteen Days, Dead Silence
- Glenn Ford in Destino in agguato, Superman
- John Franklyn-Robbins in Dr. Jekyll e Miss Hyde, La fiera della vanità
- Michael Gambon in I ricordi di Abbey, High Heels and Low Lifes
- Nigel Green in Gorgo, Missione compiuta stop. Bacioni Matt Helm
- Gene Hackman in Per 100 chili di droga, Arma da taglio
- John Hurt in Contact, The Skeleton Key
- John Ireland in Odio per odio, Messaggio di morte
- Curd Jürgens in Dalle Ardenne all'inferno, I lunghi giorni delle aquile
- Ben Kingsley in Maurice, Oliver Twist
- Kris Kristofferson in Blade II, Blade: Trinity
- Hardy Krüger in Il volo della fenice, La tenda rossa
- Herbert Lom in Il mistero della signora scomparsa, La setta
- Karl Malden in Patton, generale d'acciaio, Il gatto a nove code
- Jean Marais in Fantomas 70 (come Fandor), La favolosa storia di Pelle d'Asino
- Jean Martin in Il mio nome è Nessuno, Spostamenti progressivi del piacere
- Kevin McCarthy in Mirage, Matinee
- Ian McKellen in L'allievo, Demoni e dei
- Robert Mitchum in Marlowe, il poliziotto privato, Cape Fear - Il promontorio della paura
- Gianni Musy in Romanzo di una strage, 11 settembre 1683
- Carroll O'Connor in Gideon, Return to Me
- John Neville in Pensieri spericolati, Urban Legend
- Leonard Nimoy in Star Trek, Into Darkness - Star Trek
- Michel Piccoli in Giallo napoletano, Il ladro di ragazzi
- Francisco Rabal in Simon Bolivar, La grande scrofa nera
- Jean Rochefort in L'idolo della città, I miei primi 40 anni
- Jason Robards in Il lungo viaggio verso la notte, Cronisti d'assalto
- Robert Shaw in L'affondamento della Valiant, Caccia sadica
- Josef Sommer in Scontro bionico, Stop-Loss
- Harris Yulin in Mi sdoppio in 4, Corsari

- Joss Ackland in Ducks - Una squadra a tutto ghiaccio
- David Ackroyd in Arma non convenzionale
- Eddie Albert in Capitan Newman
- Alan Alda in Nudi e felici
- Harry Andrews in Improvvisamente, un uomo nella notte
- Georg Årlin in Sussurri e grida
- Fred Astaire in Hollywood... Hollywood
- Philip Baker Hall in Il prezzo della libertà
- Martin Balsam in Rapina record a New York
- Martin Benson in Agente 007 - Missione Goldfinger
- Charles Bickford in La dama e l'avventuriero
- Gunnar Björnstrand in Persona
- Hugo Blanco in 7 donne per i MacGregor
- Lloyd Bochner in Passi nella notte
- Barry Bostwick in 800 leghe lungo il Rio delle Amazzoni
- Frank Braña in 2 mafiosi contro Al Capone
- Jeff Bridges in 8 milioni di modi per morire
- Albert Brooks in Se mi amate...
- Michael Byrne in Harry Potter e i Doni della Morte - Parte 1
- Joachim Calmeyer in Kitchen Stories - Racconti di cucina
- Peter Carsten in Da Berlino l'apocalisse
- Jack Cassidy in Assassinio sull'Eiger
- Richard Chamberlain in L'altra faccia dell'amore
- Sydney Chaplin in La contessa di Hong Kong
- Ray Charles in Spia e lascia spiare
- Maury Chaykin in Ladro e gentiluomo
- Eric Christmas in Air Bud - Campione a quattro zampe
- Jean-Laurent Cochet in An affair in mind
- Brian Cox in Spy
- Stephan Dainalov in Complotto a Berlino
- Chief Dan George in Io e gli orsi
- Cesare Danova in Un bikini per Didi
- Ray Danton in Hallò Ward! ...E furono vacanze di sangue
- Luis Dávila in L'arciere di fuoco
- Anthony Dawson in Troppo per vivere... poco per morire
- Jimmy Dean in Agente 007 - Una cascata di diamanti
- Manuel de Blas in Il bianco, il giallo, il nero
- Frank De Kova in Professione: assassino
- David Denis in King Kong
- Ivan Desny in Mayerling
- Juan Diego in Prosciutto prosciutto
- King Donovan in Il mostro magnetico
- Roy Dotrice in Cacciatore di alieni
- Richard Dreyfuss in I soliti amici
- Dale Dye in Regole d'onore
- James Edwards in 38º parallelo: missione compiuta
- Jack Elam in Cose dell'altro mondo
- Peter Falk in La scuola dell'odio
- Tien Feng in Dalla Cina con furore
- Frank Ferguson in Il vagabondo della foresta
- Frederic Forrest in Trauma
- Steve Forrest e Tommy Sands in Il giorno più lungo
- Barry Foster in Frenzy
- Colin Fox in Daylight - Trappola nel tunnel
- Paul Freeman in Double Team - Gioco di squadra
- Robert Fuller in Il ritorno dei magnifici sette
- Michel Galabru in Subway
- Ben Gazzara in Don Bosco
- Daniel Gélin in I segreti professionali del dottor Apfelglück
- Émile Genest in L'incredibile avventura
- Elliott Gould in Bugsy
- Peter Graves in Texas oltre il fiume
- Helmut Griem in La caduta degli dei
- Ty Hardin in Il suo nome è Qualcuno
- Cedric Hardwicke in Mamma ti ricordo (ridoppiaggio)
- Denys Hawthorne in Emma
- Nigel Hawthorne in La 12ª notte
- Ian Hendry in La mafia lo chiamava il Santo ma era un castigo di Dio
- Lance Henriksen in Pronti a morire
- Arthur Hill in Detective's Story
- Steven Hill in La vita corre sul filo
- Hal Holbrook in L'omicidio corre sul filo
- William Holden in L'albero di Natale
- Paul Hubschmid in Funerale a Berlino
- Brion James in Hong Kong '97
- Michael Jeter in Waterworld
- Karl Johnson in The Illusionist - L'illusionista
- Richard Johnson in Khartoum
- L.Q. Jones in La maschera di Zorro
- Edward Judd in Strani compagni di letto
- Jeremy Kemp in Angeli e insetti
- Richard Kiley in Time to Say Goodbye?
- Lee Kinsolving in Il buio in cima alle scale
- Michael Kitchen in L'ostaggio
- Burt Lancaster in I professionisti
- Martin Landau in Nevada Smith
- Jack Lemmon in Matrimonio per colpa
- Nigel Le Vaillant in L'orologiaio
- Britt Lomond in L'ultima battaglia del generale Custer
- Paul Lukas in Confessioni di una spia nazista
- Patrick Macnee in 007 - Bersaglio mobile
- Mako in Sol Levante
- Alan Mandell in A Serious Man
- John Marley in Il padrino
- E.G. Marshall in Gli intrighi del potere - Nixon
- George Martin in Un giorno... per caso
- Daniel Massey in Le avventure e gli amori di Moll Flanders
- Alec McCowen in L'età dell'innocenza
- John McMartin in Tutti gli uomini del presidente
- Andrés Mejuto in Le avventure di Scaramouche
- Donald Moffat in A proposito di Henry
- Ricardo Montalbán in Madame X
- Yves Montand in Tre amici, le mogli e (affettuosamente) le altre
- Harry Morgan in Pistaaa... arriva il gatto delle nevi
- Robert Morley in Qualcuno sta uccidendo i più grandi cuochi d'Europa
- Aubrey Morris in Il mio primo bacio
- Armin Mueller-Stahl in Il lago dei sogni
- Edward Mulhare in Il colonnello Von Ryan
- Richard Mulligan in Il piccolo grande uomo
- F. Murray Abraham in Russicum - I giorni del diavolo
- Willie Nelson in Chi pesca trova
- Leslie Nielsen in Caro Babbo Natale
- Leon Niemczyk in Il coltello nell'acqua
- David Niven in Lady L
- Mike Nussbaum in Men in Black
- Warren Oates in Dillinger
- Dan O'Herlihy in A prova di errore
- Milo O'Shea in La fortuna bussa alla porta... il problema è farla entrare
- Gérard Oury in Intrigo a Stoccolma
- Reg Park in Ursus, il terrore dei kirghisi
- Richard Paul in Larry Flynt - Oltre lo scandalo
- Gregory Peck in L'oro di Mackenna
- Julio Peña in Furto su misura
- George Peppard in Tobruk
- Leslie Phillips in Lara Croft: Tomb Raider
- Ronald Pickup in Evilenko
- Harold Pinter in Il sarto di Panama
- Om Puri in Wolf - La belva è fuori
- Oliver Reed in Donne in amore
- Philip Reed in I conquistatori della Sirte
- Fernando Rey in Quell'oscuro oggetto del desiderio
- Ralph Richardson in Greystoke - La leggenda di Tarzan, il signore delle scimmie
- Gerhard Riedmann in I peccati di Madame Bovary
- Shane Rimmer in Space Truckers
- Jan Rubeš in Piccoli grandi eroi
- Robert Ryan in L'ora delle pistole
- John Saxon in Nightmare 7 - Nuovo incubo
- Paul Scofield in Quiz Show
- Michel Serrault in Il fantasma del cappellaio
- Jack Shepherd in Fuga da Absolom
- John Shrapnel in K-19
- Frank Sinatra in I cinque volti dell'assassino
- Per Sjöstrand in Il posto delle fragole
- Tom Skerritt in Scacco mortale
- Innokentij Smoktunovskij in Zio Vanja
- Robert Stack in La crociera del terrore
- Frederick Stafford in La battaglia d'Inghilterra
- Harry Dean Stanton in Il miglio verde
- Rod Taylor in Vivere da vigliacchi, morire da eroi
- Maurice Teynac in Il processo
- Charles Tingwell in Assassinio sul treno
- Franchot Tone in Tempesta su Washington
- Tom Tryon in Doringo!
- Kenneth J. Warren in L'organizzazione ringrazia firmato il Santo
- James Whitmore in Relic - L'evoluzione del terrore
- Nicol Williamson in Il vento nei salici
- Georges Wilson in ...e di Shaúl e dei sicari sulle vie da Damasco e...
- Richard Wilson in L'uomo che sapeva troppo poco
- Jimmy Witherspoon in Georgia
- Steffen Zacharias in Afyon - Oppio
- Franco Andrei in Supercolpo da 7 miliardi
- Bruno Corazzari in Il mio corpo per un poker
- Elio Crovetto in La bella Antonia, prima monica e poi dimonia
- Gabriele Ferzetti in Sette note in nero
- Giuliano Gemma in Ercole contro i figli del sole
- Aldo Maccione in Porca vacca
- Vanni Materassi in La sorella di Ursula
- Dario Michaelis in Gli uomini dal passo pesante
- Stelvio Rosi in Da Scaramouche or se vuoi l'assoluzione baciar devi sto... cordone!
- Massimo Serato in Il divorzio
- Bud Spencer in 4 mosche di velluto grigio
- Ivano Staccioli in I nipoti di Zorro
- Benito Stefanelli in Per un pugno di dollari
- Raf Vallone in Un colpo all'italiana
- Venantino Venantini in Emanuelle nera
- voce del gabbiano Jonathan in Il gabbiano Jonathan
- voce narrante del diavolo in Chi sei?

### Televisione
- Alfredo Zemma in Perla nera, Lasciati amare
- Tony Musante in Toma
- Renzo Giovampietro in Sandokan
- Karl Michael Vogler in Un prete tra noi
- Omar Sharif ne Il principe del deserto
- Peter Vaughan in Monte Carlo
- Jean-Pierre Cassel ne Il fantasma dell'Opera
- Joachim Fuchsberger ne Il cuore e la spada, Il grande fuoco
- John Wood in Napoléon
- Edward Hardwicke in David Copperfield
- Daniel Ceccaldi ne La piovra 2
- Rufus ne La regina e il cardinale
- Christopher Lee in Giovanni Paolo II
- Richard Farnsworth in Desperado
- Georges Descrières in Arsenio Lupin
- George J. Lewis in Zorro (ridoppiaggio)
- Juan Codina in Víctor Ros
- Elliott Gould in Friends
- Robert Duvall in Colomba solitaria
- Philippe Leroy in Noi siamo angeli
- Voce narrante in Le affinità elettive

### Cartoni animati
- Professor Farnsworth (1ª voce - stag.1-5) in Futurama
- Nonno di Stan in South Park
- Jin Fukube in Mobile Battleship Nadesico
- Prete in Night Warriors: Darkstalker's Revenge
- Professor Hodgson in Serial Experiments Lain

### Videogiochi
- Professor Digory Kirke in Le cronache di Narnia: Il leone, le strega e l'armadio[4]
- Professor Farnsworth in Futurama[5]

### Direttore del doppiaggio
Chi sei?, Cane di paglia, Girolimoni, il mostro di Roma, Ladro e gentiluomo, Amore a doppio senso, Phenomena, 4 mosche di velluto grigio, L'orologiaio, La setta, Il sogno della farfalla, The Spree, L'istruttoria è chiusa: dimentichi, Una ragazza troppo vivace, Velocity of Gary, Sparkler, Stargate SG-1, A scuola con filosofia

## Prosa radiofonica Rai
- La famiglia Barrett, commedia di Rudolf Besier, regia di Pietro Masserano Taricco, trasmessa il 7 marzo 1955
- Il potere e la gloria, di Graham Greene, regia di Luigi Squarzina, trasmessa il 1 novembre 1955.
- Le interviste impossibili (1973-1975), nel ruolo di Napoleone Bonaparte;
- Il mercante di fiori, sceneggiato radiofonico, (Radio2 Rai, 1996/1997), nel ruolo di Raul Genovese-Alberto Omega, il Mercante di fiori;
- Domino, sceneggiato radiofonico, (Radio2 Rai, 1998), nel ruolo di Lao Ching;
- Sherlock Holmes: Uno studio in rosso, sceneggiato radiofonico, (1999), di Sir Arthur Conan Doyle

## Prosa televisiva Rai
- Il potere e la gloria, dramma di Graham Greene, regia di Guglielmo Morandi, trasmesso il 24 agosto 1955.

## Riconoscimenti
- Premio Voci nell'ombra 1999 per la Miglior Voce Maschile – Sezione Cinema per il doppiaggio di Ian McKellen in Demoni e dei
- Leggio d'oro 2006 – Menzione speciale[6]
- Vincitore del Premio alla Carriera al Gran Premio Internazionale del Doppiaggio 2008
- Vincitore del Premio al miglior doppiatore al Gran Premio Internazionale del Doppiaggio 2014
- Premio Voci 2009 per la Miglior Voce Non Protagonista – Sezione Cinema per il doppiaggio di Tom Aldredge in Damages